# Montiron
Montiron település Franciaországban, Gers megyében. Lakosainak száma 138 fő (2022. január 1.). Montiron Saint-Caprais, Aurimont, Gimont, Juilles, Lahas, Maurens és Saint-André községekkel határos.

## Népesség
A település népességének változása:
| Lakosok száma | 154  | 110  | 116  | 128  | 123  | 134  | 140  | 145  | 143  | 138  |
|               | 1968 | 1982 | 1990 | 2006 | 2013 | 2015 | 2017 | 2019 | 2020 | 2022 |